# Palais de la Manufacture pontificale des tabacs
Le palais de la Manufacture pontificale des Tabacs ou palais du Monopole des tabacs, également connu sous le nom Nuova Fabbrica del Tabacco pour le différencier de la Vecchia Fabbrica del Tabacco, est un palais néoclassique situé sur la piazza Mastai, dans le rione du Trastevere à Rome.

## Histoire
La Piazza Mastai, située entre le Viale di Trastevere et la Via della Luce, doit son nom à la famille de Pie IX, le pape qui a dirigé la construction du palais de la Manifattura Pontificia dei Tabacchi entre 1860 et 1863, d'après un projet d'Antonio Sarti pour recevoir la fabrication du tabac qui se trouvait jusqu'alors dans un bâtiment près du couvent de Santa Maria dei Sette Dolori, devenu ensuite connu sous le nom Vecchia Fabbrica del Tabacco.  Le bâtiment a une façade centrale avec huit colonnes doriques surmonté d'une architrave avec l'inscription PIUS IX PM OFFICINAM NICOTIANIS FOLIIS ELABORANDIS UN ANNONCE EXTRUXIT MDCCCLXIII (Pie IX Pontifice Maximo a construit la fondation de l'usine de tabac en 1863). 
Un grand fronton triangulaire couronne la façade. Entre les colonnes figurent trois blasons : au centre, celui de Pie IX, à gauche celui de la Chambre apostolique et à droite, celui de Mgr Giuseppe Ferrari, ministre des Finances. Le portail est relativement bas par rapport à la majesté du bâtiment, à tel point que Pie IX lui-même, lors de sa visite le 14 octobre 1869, plaisantait ses dimensions réduites en s'écriant: « Maintenant que je suis entré par la fenêtre, voyons où se trouve la porte! ». Le bâtiment a été complètement restructuré en 1927 puis reconstruit dans les années 1950 sur la base d'un projet de Cesare Pascoletti : c'est à cette occasion que les ailes latérales ont été démolies. Le nouveau palais se trouvait entre la Direction générale des monopoles d’État et l’usine fut transférée à Garbatella, dans un bâtiment inauguré en 1958.  Pie IX n'a pas seulement construit le palais, mais a également utilisé le terrain pour construire une série de résidences à bas coût pour les pauvres du Trastevere. Celles-ci peuvent encore être vues dans la Via Cardinale Merry Del Val, actuellement à travers le Viale di Trastevere, mais toujours face à Piazza Mastai. Au centre de la place est placée une fontaine conçue par Andrea Busiri Vici,.